# Diego León Montoya
Diego León Montoya Sánchez (Trujillo, Valle del Cauca, 11 de enero de 1958) alias "Don Diego", es un narcotraficante colombiano que estaba incluido en la lista de Los diez fugitivos más buscados por el FBI y por consiguiente solicitado en extradición por los Estados Unidos.
Era uno de los líderes del Cartel del Norte del Valle, que lograría envolver en sus lazos de corrupción desde altos mandos militares hasta alcaldías municipales (Como la de Zarzal, Valle del Cauca). Tuvo una cruenta guerra con el narcotraficante alias Jabón.
Fue capturado el día 16 de septiembre de 2007 por el Ejército Colombiano y el Cuerpo Técnico de Investigación (CTI) de la Fiscalía Colombiana con ayuda de un informante conocido como alias ”Tito” el cual era una de las personas de confianza de Diego Montoya y encargado de la seguridad del mismo, el cual hasta la fecha las autoridades estadounidenses no le han cancelado la recompensa de US$5 millones que le prometieron por entregarlo.
Su captura empezó con el allanamiento en la Hacienda La Calera en el corregimiento de Quebrada Nueva, pero no se encontraba allí, finalmente su captura se dio en la Hacienda El Pital a 4 km en el corregimiento de Vallejuelo municipio de Zarzal, Valle del Cauca, y fue extraditado el 12 de diciembre de 2008 a Estados Unidos por envío de cargamentos de cocaína a ese país. El 21 de octubre de 2009 Don Diego fue condenado a una multa de US$500 000 y 45 años de presidio en los Estados Unidos.

## Biografía
Diego León nació en Trujillo (Valle) el 11 de enero de 1958. Según los reportes judiciales está vinculado al narcotráfico desde inicios de los años 1990, cuando tuvo nexos con Iván Urdinola Grajales (de quien era jefe de seguridad). Su área de influencia es el centro y norte del Valle del Cauca en municipios como Zarzal, Riofrío, Trujillo, Cartago, Sevilla y Tuluá. Le llamaban el señor de la guerra y empezaría al lado de los hermanos Gilberto y Miguel Rodríguez Orejuela, jefes del Cartel de Cali, que hoy cumplen condena en Estados Unidos. Más tarde se asoció con otros poderosos capos en el Norte del Valle hasta llegar a controlar el mismo el 70% de la droga que llegaba a América del Norte. 
En 1993 sufrió un accidente de tránsito. Desde entonces caminó con dificultad y con frecuencia debía someterse a intervenciones quirúrgicas, evadiendo siempre el requerimiento judicial que desde noviembre de 1999 le expidió un juez de la corte federal del sur de Florida, en Estados Unidos.
Su guerra contra Jabón se dio a causa de que éste asesinase a su amigo personal Miguelito Solano, narcotraficante acusado de delatar a Fernando Henao en Miami, dicha guerra provocó que ambos capos crearan sus ejércitos privados; 'Los Machos' al mando de Don Diego y 'Los Rastrojos' al mando de Jabón dejando una estela de 1000 muertos en el Valle y el Eje cafetero posteriormente firmando la paz por petición del mismo Varela. Don Diego sería capturado y extraditado a Estados Unidos en diciembre de 2007, el 21 de octubre de 2009 fue condenado a 45 años de prisión. La sentencia fue emitida por una juez de la Corte Federal de Miami (EE. UU.), que acogió la propuesta de condena sugerida por el fiscal. Esta pagando por dos delitos: tráfico de droga y asesinato del testigo federal Jairo García. El tribunal desestimó otros 12 cargos que se le imputaban.
Don Diego también sostuvo una gran relación con dos importantes carteles de México, primero con el Cartel de Tijuana liderizado por los Hermanos Arellano Félix, y posteriormente con el Cartel de Sinaloa, al mando de Joaquín "El Chapo" Guzmán de quien años más tarde testificaría en contra de él en una corte norteamericana.

## En la Cultura Popular
Don Diego es interpretado por Santiago Moure en la serie colombiana El cartel con el personaje de Mario Lopera, alias Don Mario.